# Rossiya (brise-glace)
Pour les articles homonymes, voir Rossiya.
Le Rossiya (ru: Россия, Russie) est un brise-glace à propulsion nucléaire russe de classe Arktika.
En service à partir de 1985, il a été remplacé en 2014 par le Sovetski Soyouz après la rénovation de ce dernier.